# Albion, Michigan
Albion är en ort i Calhoun County i Michigan. Vid 2010 års folkräkning hade Albion 8 616 invånare.